# 广元站
广元站是位于中国四川省广元市利州区上西坝的一个铁路车站，邮政编码628000，宝成铁路与西成客运专线、纵贯广元南北，与贯穿东南与西北的兰渝铁路形成十字交汇，是出川向北往陕甘方向的最重要的铁路运输枢纽。车站建于1954年，现办理客货运业务，车站及其上下行区间均已电气化。车站距离宝鸡站350公里，隶属成都铁路局广元车务段，是一等站。本站原名上西坝站，1997年2月1日改造为广元新客站，2015年7月1日起停用，進行封闭改造工程启动，后于2016年1月10日投入使用。

## 车站结构

### 站场

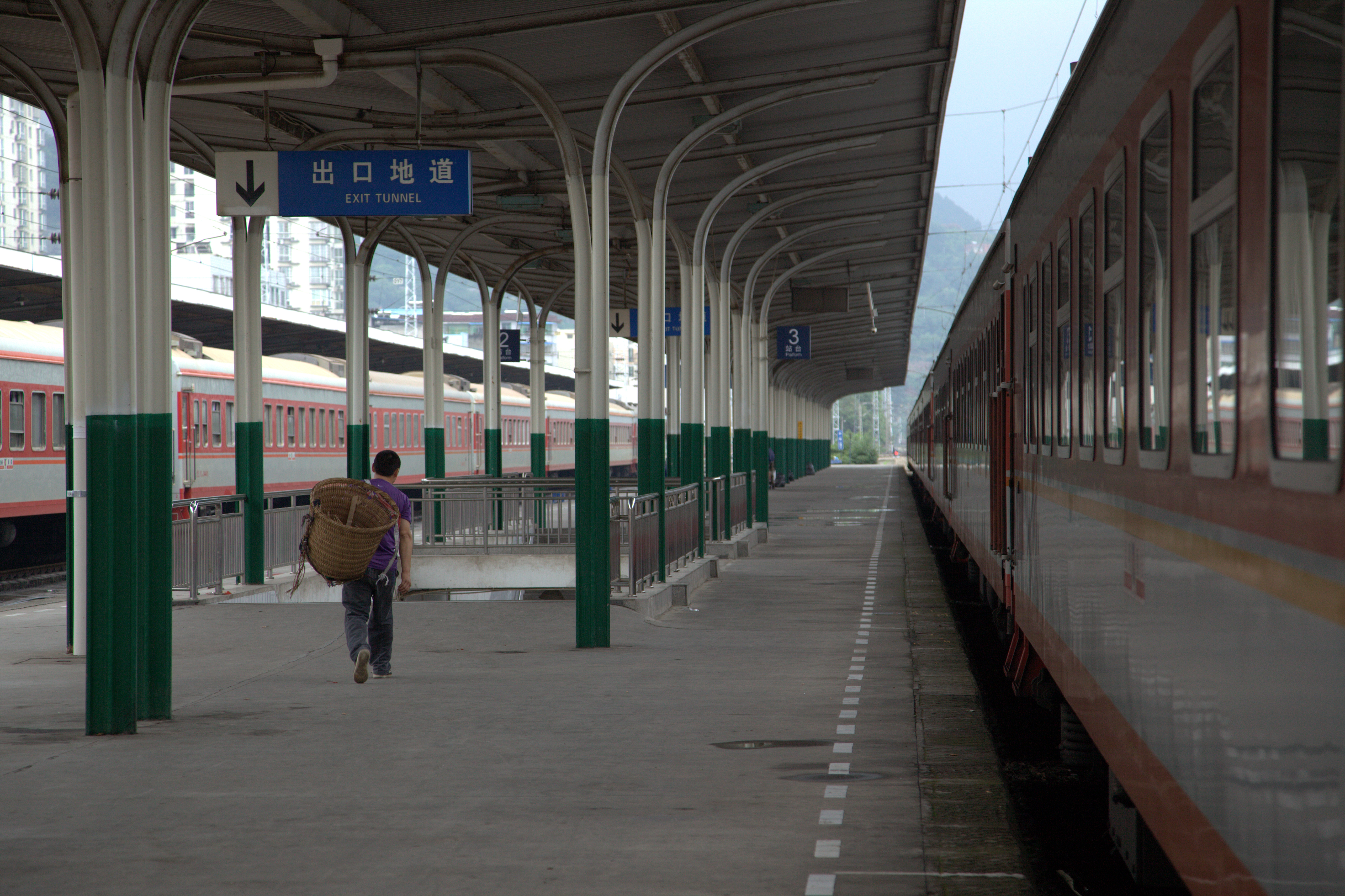
改造前的广元站站台（2013年）

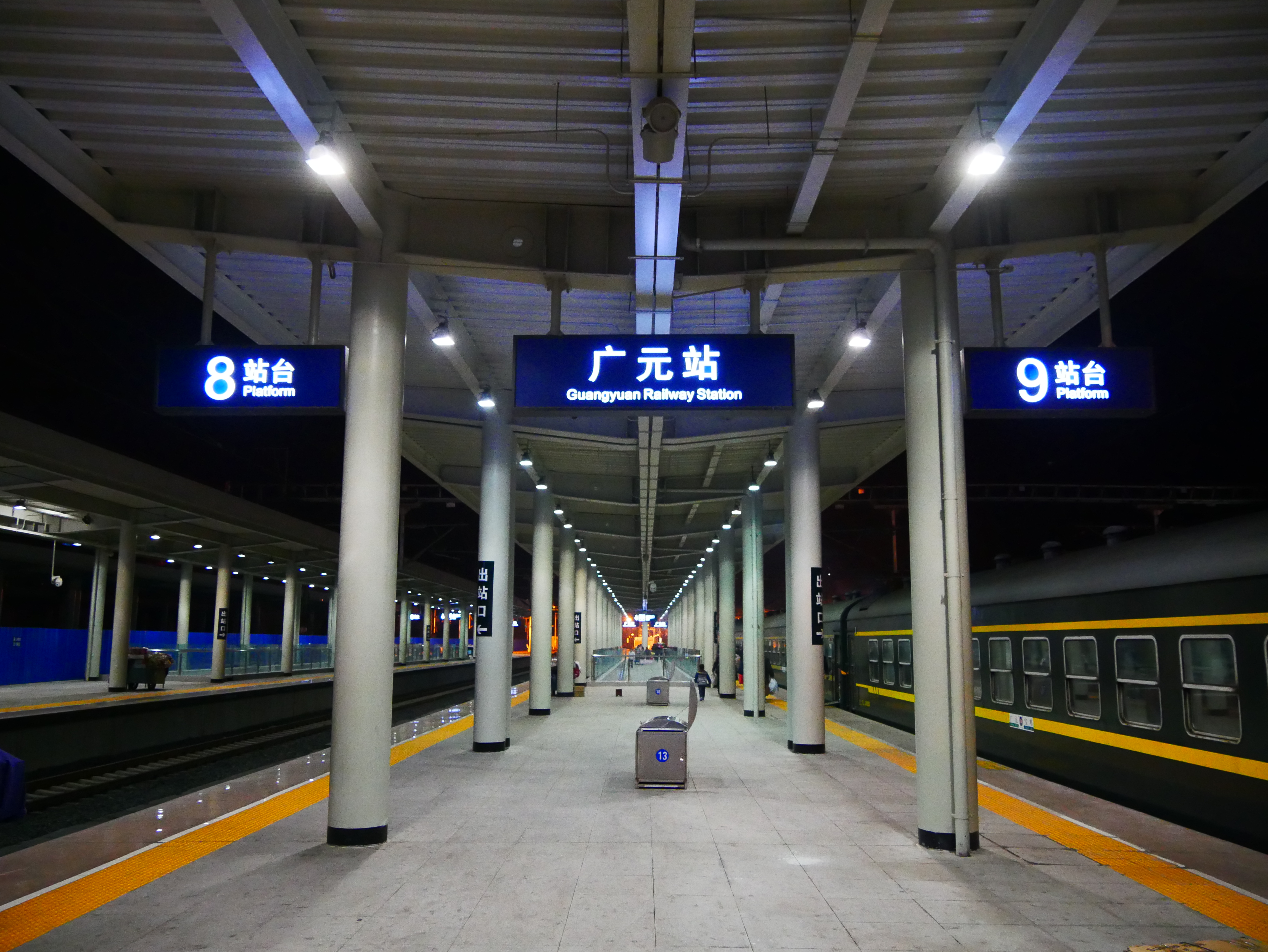
改造后的广元站台，6063/6064次列车停靠

广元站分为西成场和兰渝宝成场两部分，共有6个站台（11个站台面）、15条股道，站台全部为高站台。
| 站房 一层 | 办公区   | 售票处                              |
| 站房 一层 | 办公区   | 行包房                              |
| 站房 一层 | 进站大厅 | 实名制验证、安检                    |
| 站房 一层 | 进站大厅 | 候车室                              |
| 站房 二层 | 进站通道 | 候车室                              |
| 站房 二层 | 进站天桥 |                                     |
| 站场      | 侧式站台 | 侧式站台                            |
| 站场      | 1站台    | 西成客运专线 往成都东方向（剑门关） |
| 站场      | 2站台    | 西成客运专线 往成都东方向（剑门关） |
| 站场      | 岛式站台 |                                     |
| 站场      | 3站台    | 西成客运专线 往成都东方向（剑门关） |
| 站场      | 通过线   | 西成客运专线下行列车通过线          |
| 站场      | 通过线   | 西成客运专线上行列车通过线          |
| 站场      | 4站台    | 西成客运专线 往西安北方向（朝天）   |
| 站场      | 岛式站台 |                                     |
| 站场      | 5站台    | 西成客运专线 往西安北方向（朝天）   |
| 站场      | 6站台    | 兰渝铁路 往重庆北方向（太公）       |
| 站场      | 岛式站台 |                                     |
| 站场      | 7站台    | 兰渝铁路 往重庆北方向（太公）       |
| 站场      | 8站台    | 兰渝铁路 往重庆北方向（太公）       |
| 站场      | 岛式站台 |                                     |
| 站场      | 9站台    | 兰渝铁路 往重庆北方向（太公）       |
| 站场      | 通过线   | 兰渝铁路上行列车通过线              |
| 站场      | 通过线   | 兰渝铁路下行列车通过线              |
| 站场      | 10站台   | 兰渝铁路 往兰州东方向（羊木）       |
| 站场      | 岛式站台 |                                     |
| 站场      | 11站台   | 兰渝铁路 往兰州东方向（羊木）       |